# Вдова з Чикаго
«Вдова з Чикаго» (англ. The Widow from Chicago) — американська кримінальна мелодрама режисера Едварда Ф. Клайна 1930 року.

## Сюжет
Жінка мститься за загибель свого брата. Помста її ретельно спланована. Зневажаючи небезпеку, вона кидається в саме лігво злочинного світу і перевертає його догори дригом.

## У ролях
- Еліс Вайт — Поллі
- Едвард Г. Робінсон — Домінік
- Ніл Гемілтон — «Свіфті» Дорган
- Френк Макг'ю — «Слизняк»
- Лі Шамвей — Джонсон
- Брукс Бенедікт — Маллінс
- Е. Г. Келверт — Девіс
- Бетті Франциско — Гелен
- Гарольд Гудвін — Джиммі